# Antas de Ulla
Antas de Ulla település Spanyolországban, Lugo tartományban. Antas de Ulla Palas de Rei, Monterroso, Taboada, Agolada és Rodeiro községekkel határos. Lakosainak száma 1822 fő (2024).

## Népesség
A település népessége az elmúlt években az alábbi módon változott:
| Lakosok száma | 2733 | 2640 | 2549 | 2407 | 2219 | 2152 | 2059 | 1976 | 1918 | 1822 |
|               | 2001 | 2004 | 2007 | 2009 | 2012 | 2014 | 2017 | 2019 | 2022 | 2024 |